# O Clarim
O Clarim fue fundado como periódico de lengua portuguesa en Macao, en el mes de mayo de 1948, para  noticiar, analizar y comentar los diversos acontecimientos de la Iglesia Católica y de la sociedad en general, con mayor enfoque en los acontecimientos vividos en Macao y Portugal.
También pretende ser una voz y herramienta de comunicación social de la Iglesia católica en Macao, a través, por ejemplo, de la divulgación y promoción de diversas actividades locales incentivadas y / o desarrolladas por ella, especialmente las de carácter pastoral, educativo y asistencial. Además de temas religiosos y espirituales, el periódico aborda, siempre a la luz de una perspectiva
Este periódico, además de ser noticioso, busca también ser una importante herramienta de formación, principalmente a nivel social, cultural y religioso, a través de la defensa de los valores católicos y del pensamiento cristiano Con el objetivo de contribuir a la elevación y dignificación del ser humano, la acción del periódico debe entenderse como una parte integrante del gran plan de acción social de la Iglesia Católica, orientado por la Doctrina Social de la Iglesia.
O Clarim es, desde siempre, propiedad de la diócesis de Macao. El actual director es el padre filipino José Mário Mandía. Bajo su orientación, en 2014,O Clarim se convirtió en un periódico trilingüe, con ediciones semanales en las lenguas portuguesa, inglesa y china. Con esta reforma, el semanario quiso servir mejor a la multicultural población católica de Macao, que es esencialmente constituida por chinos, lusófonos (portugueses europeos, macaenses, angoleños, brasileños, etc.) y anglófonos (mayoritariamente filipinos).

## Historia
Durante la Segunda Guerra Mundial (1939-1945), Macao, aunque no estaba ocupado por el Imperio Japonés, estaba completamente aislado del mundo, con sus vecinos ocupados por esta temible potencia beligerante. La población de la ciudad, principalmente los jóvenes, estaba desinformada, incierta y perturbada con el futuro de Macao y la región circundante. Estaba especialmente devastada por los horrores cometidos por los ejércitos nipones por todo el Sudeste Asiático.
En este ambiente atribulado de incertidumbres y de angustias que, en junio de 1943, el entonces joven padre Manuel Teixeira publicó una pequeña revista bautizada con el nombre de O Clarim. Esta revista, debido a los temas tratados, fue ganando prestigio e importancia. Esta revista tuvo una vida corta, pero se convirtió en la semilla de un periódico que surgir cinco años más tarde.
El periódico solo apareció cuando un grupo de jóvenes católicos (compuesto por José Patrício Guterres, Herculano Estorninho, José Silveira Machado, Abílio Rosa, Gastón de Barros, José de Carvalho y Rêgo, Rui de Graça Andrade y Rolando das Chagas Alves) presentó a los padres Fernando Leal Maciel y Júlio Augusto Massa la idea de publicar un periódico. Los jóvenes sacerdotes también apoyaron esta propuesta y la hallaron una buena, pero osada idea, debido a las numerosas dificultades que los jóvenes iban a encontrar, sobre todo las dificultades financieras. Estas últimas fueron superadas con la decisión del entonces Obispo de Macao, Mons. João de Deus Ramalho, en financiar la impresión y los gastos del periódico. Asegurado la financiación, los jóvenes, que acordaron colaborar en el periódico en las horas que les quedaban de sus tareas profesionales, iniciaron contactos y diligencias relativas a la parte técnica y tipográfica.
El 2 de mayo de 1948, el semanario O Clarim, con 8 páginas, suplemento de la revista con el mismo nombre, fue puesto a circular, bajo el lema «Por Dios, por la Patria», y con un encabezado dibujado por el pintor ruso, George Smirnoff, que en aquel entonces vivía en Macao.
El 27 de julio de 1955, el periódico pasó a la bissemanaria. En mayo de 1983 el número de páginas pasó a 16 en diciembre de 1989 a 20 y en diciembre de 1990 a 24. En estas 24 páginas, a partir del 1 de junio de 2001, 4 en color, simbolizando la mejora de la calidad Del periódico a nivel de impresión. El 6 de octubre de 2006, Clarín lanzó su portal digital en Internet.
En el año 2014, fruto de una reforma, O Clarim también ofreció ediciones semanales en lengua inglesa (en abril) y en chino (en junio), en formato digital (en línea) y en papel. Desde entonces, se ha convertido en un semanario trilingüe.